# Профессор (звание)
Профе́ссор — высшее учёное звание в СССР (c 1934) и Российской Федерации (с 1991), присваиваемое наиболее квалифицированным преподавателям и научным работникам высших учебных заведений и научно-исследовательских учреждений, ведущим самостоятельные курсы и руководящим научно-исследовательской работой. Учёное звание профессора в России является пожизненным. Звание присваивается лицам, имеющим учёную степень доктора наук и соответствующим ряду формальных условий, подтверждающих стаж и высокую квалификацию. Инстанциями, присваивающими профессорские звания, выступают Минобрнауки России, а в некоторых случаях — государственные академии наук. 
Слово «профессор», помимо учёного звания, также используется для обозначения преподавательской должности в вузе. При этом, хотя профессорские должности существуют во всём мире, понятийное разграничение «профессор-звание» — «профессор-должность» принято только в России и некоторых постсоветских государствах. В других же странах приём человека на должность автоматически означает получение одноимённого звания на время трудовых отношений, без какого-то специального централизованного присвоения. Потребность в унифицированной процедуре присвоения званий профессора (и доцента) ранее в СССР и ныне в России связана со значительным (большим, чем на Западе) разбросом научно-педагогического уровня в разных регионах и разных учреждениях.

## История, правила

### В Российской империи
В университетах Российской империи существовало несколько разновидностей профессорских должностей (адъюнкт-профессор, экстраординарный профессор, ординарный профессор), но слово «профессор», формально, не обозначало учёного звания. Профессорам присваивались определённые классные чины в соответствии с Табелью о рангах. Исключением являлось звание заслуженный профессор высшего учебного заведения Российской империи, присваиваемое пожизненно и утверждаемое Министерством народного просвещения.

### В СССР
После революции 1917 года все чины, звания и степени, включая учёные, были отменены. В связи с отменой, с 1918 года для преподавателей университетов организовали два разряда: «профессор» — для всех, ведущих самостоятельное преподавание, и «преподаватель» — для остальных.
Учёные звания и степени в СССР были введены постановлением Совнаркома в 1934 году. 
Существовало два вида званий профессора: для вузов и для НИИ. Вузовскому званию профессора в НИИ соответствовало звание действительного члена научно-исследовательского учреждения. Звание действительного члена учреждения перестало присваиваться с 1975 года.

### Современное состояние
Учёное звание профессора, присваиваемое в России в настоящее время (2024 год), является общепринятым сокращением полного наименования звания, указывающего на сферу деятельности: «профессор по такой-то специальности», или «профессор РАН / РАО по такому-то отделению». 
Прочие именования, относящиеся к занятым в научно-образовательной сфере лицам (доктор наук, членкор, научный сотрудник, ассистент и другие) учёными званиями не являются.
Учёные звания присваивает Минобрнауки России по аттестационным документам, представленным вузами или НИИ, кроме званий профессора РАН / профессора РАО, присуждаемых Президиумами Российской академии наук (РАН) и Российской академии образования (РАО).  Звание профессора присваивается только лицам, имеющим степень доктора наук (кроме присвоения ученого звания профессора в области культуры и искусства или в области физической культуры и спорта, в этом случае ученое звание профессора может быть присвоено также лицам, имеющим ученую степень кандидата наук или не имеющим ученой степени вовсе при наличии у них учеников, занявших призовые места во всероссийских или международных творческих конкурсах или (в области физкультуры и спорта) ставших чемпионами России, Европы, мира или Олимпийских игр, наличии личного почетного звания Российской Федерации, например, Заслуженного работника физической культуры (но, не заслуженного тренера)). Звание всегда присваивается пожизненно и сохраняется за его обладателем при смене должности, места работы, после ухода на пенсию.
Не следует смешивать учёные звания доцента и профессора с должностями в вузах, имеющими аналогичные наименования. Для вступления в эти — и даже более высокие, такие как декан или проректор — должности наличия звания зачастую не требуется. Обычно учёное звание присваивается уже после определённого времени работы в соответствующей должности и при выполнении ряда других необходимых условий. Например, доктор наук, имеющий учёное звание доцента, может занять должность профессора, а затем через несколько лет быть выдвинут на звание «профессор».
Учёное звание (кроме звания профессора РАН / РАО), как и учёная степень, даёт обладателю право на повышение тарифно-квалификационной категории в вузе или НИИ. Предмет работы при этом должен соответствовать профилю, по которому было получено звание. Вопрос об учёте звания  «Профессор РАН / РАО» при назначении оклада решается индивидуально. Также предусмотрена надбавка за учёное звание для служащих ряда силовых федеральных органов и сотрудников прокуратуры.
Некоторые новосозданные общественные академии, например РАЕ (см. правила) и РАЕН (см. документ), учредили свои профессорские титулы, но они, в отличие от присваиваемых Минобрнауки или государственными академиями (РАН, РАО) званий, не имеют официального статуса и не котируются.
Что касается финансового вознаграждения за учёные звания, то до 2013 года за степени и звания в вузах и НИИ обладателям выплачивались определённые законом надбавки. Затем, в соответствии с новой редакцией закона «Об образовании в России», надбавки были включены в должностной оклад, став его неотъемлемой частью.

## Процедура присвоения звания
В Российской империи звание заслуженного профессора присваивалось профессору по истечении 25 лет педагогической и научной деятельности на должности профессора (экстраординарного и/или ординарного). Звание присваивалось министром народного просвещения по представлению попечителей учебных округов (по представлению университетов).
В вузах и научно-исследовательских учреждениях СССР звание профессора первоначально (c 1934 года) присуждали квалификационные комиссии наркоматов. По постановлению СНК СССР от 26 апреля 1938 года их функции были переданы Высшей аттестационной комиссии (ВАК). Звание профессора присваивалось ВАКом по представлению учёных советов вузов или научно-исследовательских учреждений:
- лицам, имеющим учёную степень доктора наук, научные труды или изобретения и избранным по конкурсу на должность заведующего кафедрой или профессора, по истечении года успешной работы в данной должности;
- высококвалифицированным специалистам с большим производственным стажем, не имеющим учёной степени, если они успешно проработали на штатной должности профессора в вузе не менее семестра со дня избрания;
- преподавателям вузов (как правило, кандидатам наук, доцентам), занимающим должность профессора по конкурсу, если они успешно проработали в этой должности не менее года и имеют большой стаж научно-педагогической работы, а также печатные научные труды и учебно-методические пособия.[10]

В 1937—1973 гг. ВАКом было утверждено 29958 человек в звании профессора, в том числе по техническим (7503), медицинским (6787), физико-математическим (2139), биологическим (1802), химическим (1551), историческим (1451), сельскохозяйственным (1397), экономическим (1301) наукам, искусствоведению (1161), филологическим (1090), геолого-минералогическим (913), ветеринарным (559), юридическим (505), философским (504), педагогическим (369), географическим (327), военным (191) наукам, архитектуре (170), фармацевтическим (146), военно-морским (54) наукам, психологии (30).
До конца 2013 года присваивались учёные звания профессора по кафедре (в основном, работникам высших учебных заведений, в том числе совместителям) и профессора по специальности (в основном, сотрудникам НИИ, задействованным в подготовке кадров).
С декабря 2013 года звания профессора присваиваются только «по специальности», существовавшие звания к ним приравниваются. Одновременно усложнилась процедура. Так, одним из обязательных условий присвоения звания профессора теперь является наличие на протяжении не менее трёх лет звания доцента (ранее учёное звание профессора могло присваиваться лицам, не имевшим до этого звания вообще). 
До конца 2013 года рассмотрением аттестационных дел соискателей званий занималась Высшая аттестационная комиссия (ВАК) при Министерстве образования и науки Российской Федерации», затем — само министерство. При этом термин «Минобрнауки» изменил смысл в мае-июне 2018 года: если до указанного времени так обозначалось Министерство образования и науки РФ, то 15 мая данное министерство было реорганизовано, а с 18 июня сокращение «Минобрнауки» официально стало относиться к новосозданному Министерству науки и высшего образования Российской Федерации.
В 2015 году введено почётное учёное звание «Профессор Российской академии наук (РАН)», присуждаемое — с ограничением по возрасту — за заслуги в научной деятельности. Оно присваивается не контрольно-надзорными органами высшей школы, а Президиумом академии. Достижения носителей этого звания как исследователей обычно выше, чем у среднего университетского профессора, однако опыт преподавания может быть небольшим. В 2016 году аналогичное звание появилось в РАО.